# Elecciones presidenciales de Azerbaiyán de 2018
Las elecciones presidenciales se celebraron en Azerbaiyán el miércoles 11 de abril de 2018. El presidente Ilham Aliyev resultó reelecto para otros 7 años en el cargo.

## Antecedentes
La sección primera del artículo 178 de las leyes electorales establece la fecha como el tercer miércoles de octubre (17 de octubre de 2018). Sin embargo, la votación fue inesperadamente presentada por un decreto presidencial el 5 de febrero de 2018.

## Sistema electoral
La elección del presidente de Azerbaiyán se realiza utilizando el sistema del balotaje: si ningún candidato recibe la mayoría de los votos en la primera ronda, se realizará una segunda vuelta entre los dos candidatos más votados de la primera ronda.

## Candidatos
- Ilham Aliyev - presidente de Azerbaiyán en ejercicio, presidente del Nuevo Partido de Azerbaiyán. Aliyev fue nominado por la Confederación de Sindicatos de Azerbaiyán el 5 de febrero.
- Razi Nurullayev - analista político, expresidente del Partido del Frente Popular de Azerbaiyán.
- Sardar Jalaloglu - presidente del Partido Democrático de Azerbaiyán.
- Zahid Oruc - independiente, diputado del Parlamento desde 2001 y exmilitante del Partido Madre tierra.

El Consejo Nacional de Fuerzas Democráticas (NCDF) decidió boicotear las elecciones y tuvo la intención de lanzar protestas contra las mismas. Otra organización, el Movimiento Alternativo Republicano (REAL), también anunció que no reconocería los resultados de las elecciones, llamándolos como un "paso apresurado e injustificado".

## Encuestas
| Fecha                | Encuestadora | Aliyev | Hasanguliyev | Mamedov | Hajiyev | Guliyev | Oruc | Alizada | Nurullayev | Contra todos | Indeciscos | Abstención |
| -------------------- | ------------ | ------ | ------------ | ------- | ------- | ------- | ---- | ------- | ---------- | ------------ | ---------- | ---------- |
| 2–3 de abril de 2018 | Omnibus      | 83.5%  | 2.0%         | 1.7%    | 1.6%    | 1.1%    | 0.9% | 0.7%    | 0.5%       | 2.5%         | 2.3%       | 3.2%       |

## Resultados
| Candidato             | Partido                                     | Votos     | %     |
| --------------------- | ------------------------------------------- | --------- | ----- |
| Ilham Aliyev          | Nuevo Azerbaiyán                            | 3.394.898 | 86.02 |
| Zahid Oruj            | Independiente                               | 122.956   | 3.12  |
| Sardar Mammadov       | Partido Democrático de Azerbaiyán           | 119.621   | 3.03  |
| Gudrat Hasanguliyev   | Partido Frente Popular de todo Azerbaiyán   | 119.311   | 3.02  |
| Hafiz Hajiyev         | Partido de la Igualdad Moderna              | 59.924    | 1.52  |
| Araz Alizade          | Partido Socialdemócrata                     | 54.533    | 1.38  |
| Faraj Guliyev         | Partido Nacional Movimiento de Renacimiento | 45.967    | 1.16  |
| Razi Nurullayev       | Independiente                               | 29.229    | 0.74  |
| Votos en blanco/nulos | Votos en blanco/nulos                       |           | –     |
| Total                 | Total                                       | 3.946.439 | 100   |
| Participación         | Participación                               | 5.332.817 | 74.24 |
| Fuente: CEC           |                                             |           |       |